# Gonomyia aitkeni
Gonomyia aitkeni är en tvåvingeart som beskrevs av Alexander 1971. Gonomyia aitkeni ingår i släktet Gonomyia och familjen småharkrankar. Inga underarter finns listade i Catalogue of Life.